# 菅野創世
菅野 創世（すがの そうせい、SUGANO Sosei、1983年4月22日 - ）は、日本のソフトテニス選手。ポジションは基本的には後衛だが近年は前衛を務めることも。

## 来歴
埼玉県出身。上尾高校ー明治大学-川口市役所。2004アジア選手権が国際大会初代表。

## 主な戦績

### 国際大会
- 2004アジアソフトテニス選手権　ダブルスベスト８（菅野創世・小林幸司）シングルスベスト８　団体銅メダル
- 2005東アジア競技大会　　シングルス銅メダル　国別対抗団体戦銀メダル
- 2008アジアソフトテニス選手権　団体銀メダル
- 2011世界ソフトテニス選手権　ダブルス金メダル（菅野創世・中本圭哉）

### 国内大会
- 2004天皇賜杯 全日本ソフトテニス選手権大会　ベスト8（菅野創世・佐々木洋介）
- 2005天皇賜杯 全日本ソフトテニス選手権大会　準優勝（菅野創世・佐々木洋介）
- 2007天皇賜杯 全日本ソフトテニス選手権大会　優勝（菅野創世・佐々木洋介）
- 2004全日本シングルス選手権　準優勝
- 2005全日本シングルス選手権　準優勝
- 2006全日本シングルス選手権　準優勝
- 2007全日本シングルス選手権　ベスト8
- 2009全日本シングルス選手権　ベスト8
- 2010全日本シングルス選手権　優勝